# Naoko Mori

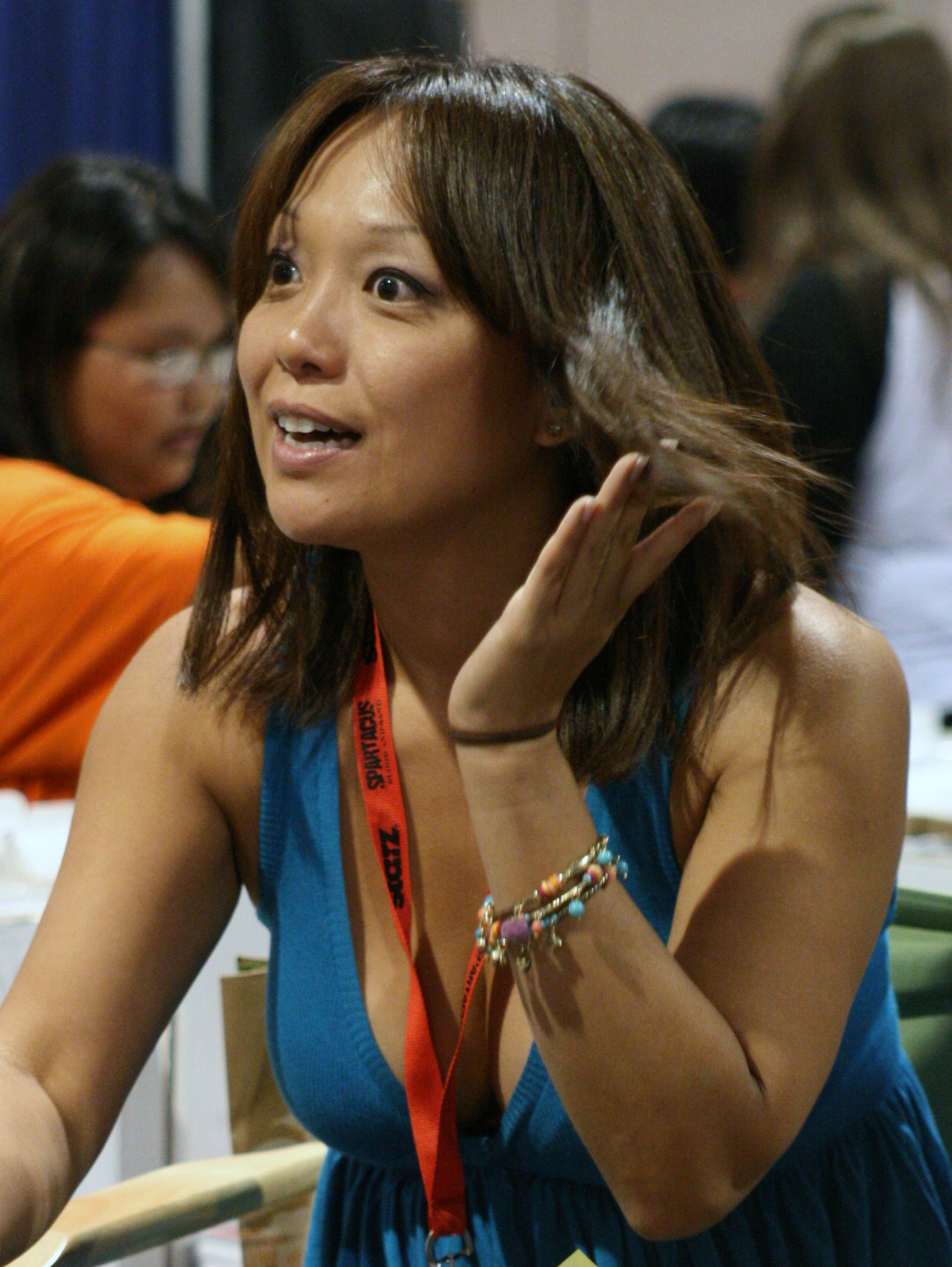
Mori na San Diego Comic-Con de 2009

Naoko Mori (森 尚子, Mori Naoko) (nascida em Nagoya no Japão a 19 de novembro de 1971) é uma atriz inglesa de ascendência japonesa muito conhecida pelos seus desempenhos como Sarah, a amiga de Saffron em Absolutamente Fabulosas e como Toshiko Sato em Doctor Who e Torchwood.

## Filmografia
| Ano       | Filme               | Papel                  | Notas                                          |
| --------- | ------------------- | ---------------------- | ---------------------------------------------- |
| 1992      | Desmond's           | Caroline               | Episódio: Growing Pains                        |
| 1992-2003 | Absolutely Fabulous | Sarah                  | 11 Episódios                                   |
| 1994      | Casualty            | Mie Nishi-Kawa         | Episódio: Family Ties                          |
| 1995      | Hackers             | Tokyo Hacker           |                                                |
| 1997      | Spice World         | Nicola                 |                                                |
| 1997      | Thief Takers        | Minako Takahashi       | Episódio: Brand Loyalty & Black Mist           |
| 1998      | Bugs                | Melissa                | Episódio: Jewel Control                        |
| 1999      | Psychos             | Mariko Harris          |                                                |
| 1999      | Topsy-Turvy         | Miss 'Sixpence Please' |                                                |
| 2000      | Running Time        | Michelle               |                                                |
| 2001      | Judge John Deed     | Mutsumi Yesayahoo      | Episódio: Appropriate Response & Rough Justice |
| 2002      | Murder in Mind      | Naomi                  | Episódio: Rage                                 |
| 2002      | Spooks              | Annette                | Episódio: The Rose Bed Memoirs                 |
| 2002      | Doctors             | Molly Fletcher         | Episódio: Feet of Clay                         |
| 2003      | Manchid             | Geisha Girl            |                                                |
| 2003      | Mile High           | Natsumi                | Episódio: Primeira Temporada, Episódio 13      |
| 2004      | The Smoking Room    | Naoko                  |                                                |
| 2005      | Doctor Who          | Doctor Sato            | Episódio: Aliens of London                     |
| 2005      | Hiroshima           | Shige Hiratsuka        |                                                |
| 2005      | Hot Tub Ranking     | Mia                    | 6 Episódios                                    |
| 2006-2008 | Torchwood           | Toshiko Sato           |                                                |
| 2010      | Lennon Naked        | Yoko Ono               |                                                |